# گوئیدو بونتمپی
گوئیدو بونتمپی (ایتالیایی: Guido Bontempi؛ زادهٔ ۱۲ ژانویهٔ ۱۹۶۰) دوچرخه‌سوار اهل ایتالیا است.

## باشگاهی
از باشگاه‌هایی که در آن رکاب زده‌است می‌توان به تیم دوچرخه‌سواری کاررا اشاره کرد.